# Teucrium serpylloides
Teucrium serpylloides là một loài thực vật có hoa trong họ Hoa môi. Loài này được Maire & Weiller miêu tả khoa học đầu tiên năm 1940.